# Dragan Mrđa
Dragan Mrđa (serbisch-kyrillisch Драган Мрђа, UEFA-Schreibweise Dragan Mrdja, * 23. Januar 1984 in Vršac) ist ein serbischer ehemaliger Fußballspieler.

## Karriere
Mrđa begann seine Karriere beim FK Roter Stern Belgrad, wo er 2002 in die erste Mannschaft kam. In Belgrad gab er auch sein Debüt im UEFA-Pokal. Mrđa wurde in der Saison 2003/04 beim Spiel von Roter Stern gegen Odense BK für Dragan Bogavac in der 77. Minute eingewechselt. Das Spiel endete 4:3 für Roter Stern. Während seiner Zeit bei Roter Stern gewann er die serbische Meisterschaft (2004), sowie den serbischen Pokal (2004).
Nach seinen Erfolgen in der Heimat wechselte Mrđa im Januar 2006 nach Belgien zu Lierse SK, wo er jedoch nicht glücklich wurde. Im Herbst 2006 ging er leihweise innerhalb Belgiens erster Liga zum SV Zulte Waregem, wo er im UEFA-Cup aktiv war. Nach einer weiteren Halbsaison bei Waregem spielte Mrđa am Ende der Saison 2006/07 bei der U-21 Fußball-EM. Mit Serbien kam er bis ins Finale, das man gegen die Niederlande mit 1:4 verlor. Im Finale konnte er den Treffer zum 1:3 erzielen, wobei er erst in der 73. Minute für Đorđe Rakić eingewechselt wurde. In weiteren drei Spielen kam Mrdja zum Einsatz und erzielte ein weiteres Tor.
Nach diesem Erfolg ging der Stürmer 2007 nach Russland und unterschrieb einen Vertrag beim FK Chimki. Bei nur neun Spielen in der Premjer Liga und zwei Toren kehrte er Anfang der Saison 2008/09 in die Heimat Serbien zurück zum FK Vojvodina Novi Sad.
International spielte er insgesamt achtmal für die serbische U-21 und erzielte dabei drei Tore. 2008 gab er sein Debüt in der A-Nationalmannschaft und erzielte in seinem dritten Länderspiel zwei Tore gegen Japan.
Nachdem er bei FK Vojvodina Novi Sad in der Meisterschaftssaison 2009/10 mit 22 Toren Torschützenkönig gewesen und dazu auch als bester Spieler der Saison 2010 gewählt worden war, hatten viele europäische Klubs Interesse am mittlerweile serbischen Nationalspieler. Unter anderem lagen Angebote aus Frankreich, Spanien, Schweiz, Griechenland oder Österreich auf dem Tisch.
Am 12. August 2010 unterschrieb er beim FC Sion einen Dreijahresvertrag. Bei den Wallisern soll er den Abgang von Toptorschütze Emile Mpenza wettmachen und dem Traditionsklub dazu verhelfen, in Zukunft wieder auf europäischer Bühne zu spielen, nachdem sie in der vergangenen Meisterschaft nach regelmäßigen Teilnahmen knapp an diesem Ziel gescheitert waren. Allerdings riss ihm am 12. November 2011 im Länderspiel gegen Mexiko das Kreuzband, was zu einem längeren Ausfall führte.

## Erfolge
- serbischer Meister (2004)
- serbischer Pokalsieger (2004)